# Cabane de Saleinaz
Die Cabane de Saleinaz (auch Cabane de Saleina, deutsch Saleinazhütte/Saleinahütte) wurde 1893 erbaut. Die Hütte ist im Eigentum der Sektion Neuchâteloise des Schweizer Alpen-Clubs (SAC). Sie ist Ausgangspunkt für Hochtouren im Schweizer Teil des Mont-Blanc-Massivs.

## Geschichte
Die Hütte wurde 1903 um eine zweite Hütte erweitert. Die zweite Hütte hatte dieselben Abmessungen und stand mit der ersten Hütte Fassade gegen Fassade etwa 8 Meter auseinander. Schon 1905 wurden die beiden Hütten verbunden, danach wies sie 60 Plätze auf.
Die jetzige Form mit einem weiteren Stockwerk erhielt die Hütte 1997 durch einen Neubau nach einem Plan der Architekten Widmer / de Montmollin.

## Zugänge
Im Sommer wird die Hütte von Praz de Fort in 4 bis 5 Stunden erreicht. Im Winter ist sie nur über die Pässe Chardonnet, Planereuse, Plines oder über das Fenêtre de Saleina zu erreichen.

## Touren
- Aiguille d’Argentière (3901 m) Nord- und Ostwand